# David Schultz (Ringer)
David „Dave“ Schultz (* 6. Juni 1959 in Palo Alto, Kalifornien; † 26. Januar 1996 in Newtown Square, Pennsylvania) war ein US-amerikanischer Ringer.

## Werdegang
David Schultz begann wie die meisten US-amerikanischen Ringer seine Karriere an der High School. Nach der High-School-Zeit in Palo Alto besuchte er Universitäten in Oklahoma und gewann hier mehrere NCAA-Meisterschaften. 1977 begannen auch seine internationalen Erfolge mit einem Sieg bei den Panamerikanischen Meisterschaften. Seine ersten Erfolge errang er noch im griechisch-römischen Stil, später wechselte er zum freien Stil über. Seine größten Erfolge waren der Olympiasieg 1984 in Los Angeles und der Gewinn der Weltmeisterschaft 1983 in Kiew. Daneben gewann er noch fünf weitere WM-Medaillen. Er bestritt auch viele international stark besetzte Turniere, von denen er einige gewann, so 1984 und 1991 in Tiflis, 1985 in Tokio, 1983, 1990 und 1991 in Paris und Clermont-Ferrand und bei den Goodwill Games 1986.
Sein Bruder Mark Schultz war ebenfalls ein sehr erfolgreicher Ringer und Olympiasieger 1984 im Mittelgewicht (bis 82 kg Körpergewicht).
David Schultz arbeitete bereits während seiner Zeit als aktiver Ringer als Trainer an der Stanford University, der University of Oklahoma und der University of Wisconsin. 1995/96 war er Trainer des privaten Ringerteams „Foxcatcher-squad“ in Newtown Square, das von dem Milliardär John E. du Pont gesponsert wurde. Du Pont erschoss Schultz am 26. Januar 1996. David Schultz hinterließ Frau und zwei Kinder und wurde in Ashland, Oregon, bestattet. Die Ereignisse um den Vorfall wurden 2014 im Drama Foxcatcher verfilmt. Die Rolle des David Schultz übernahm der Schauspieler Mark Ruffalo.
Für seine Verdienste um den Ringersport wurde David Schultz im August 2016 in die FILA International Wrestling Hall of Fame aufgenommen.

## Erfolge

### Internationale Erfolge
(OS = Olympische Spiele, WM = Weltmeisterschaft, We = Weltergewicht, damals bis 74 kg Körpergewicht, Mi = Mittelgewicht, damals bis 82 kg Körpergewicht, GR = griechisch-römischer Stil, F = Freistil)
- 1977, 1. Platz, Panamerikanische Meisterschaften, GR;
- 1982, 3. Platz, WM in Edmonton/Kanada, F, We, hinter Taimuras Dsgojew, UdSSR und Efraim Kamberow, Bulgarien und vor Akira Ota, Japan und Leszek Ciota, Polen;
- 1983, 1. Platz, WM in Kiew, F, We, vor Taram Magomadow, UdSSR und Martin Knosp, Deutschland;
- 1984, Goldmedaille, OS in Los Angeles, F, We; mit Siegen über Rauhala, Finnland, Coleman, Neuseeland, Salas, Kolumbien, Sejdi, Jugoslawien, Myung Moo, Südkorea und Martin Knosp;
- 1985, 2. Platz, WM in Budapest, F, We, hinter Raul Cascaret Fonseca, Kuba und vor Luuzangiin Ehkhbayar, Mongolei und Vadim Bzugoutow, UdSSR;
- 1986, 3. Platz, WM in Budapest, F, We, hinter Raul Cascaret Fonseca und Adlan Varaew, UdSSR und vor Ehkhbayar;
- 1987, 1. Platz, Panamerican Games in Indianapolis, F, We, vor Raul Cascaret Fonseca und Gary Holmes, Kanada;
- 1987, 2. Platz, WM in Clermont-Ferrand, F, We, hinter Adlan Varaew und vor Uwe Westendorf, DDR, Yoon Kyung-Jae, Südkorea und Raul Cascaret;
- 1993, 2. Platz, WM in Toronto, F, We, hinter Jong Soon-Park, Südkorea und vor Alberto Rodriguez, Kuba, Turan Ceylan, Türkei und André Backhaus, Deutschland;
- 1994, 7. Platz, WM in Istanbul, F, We, hinter Turan Ceylan, Viktor Peikow, Moldawien, Yavi Behva, Iran, Alberto Rodriguez, Nasir Gadichanow, Russland und Tukuya Ota, Japan;
- 1995, 3. Platz, Panamerican Games in Mar del Plata, F, We, hinter Alberto Rodriguez und David Hohl, Kanada;
- 1995, 5. Platz, WM in Atlanta, F, We, hinter Buwaissar Saitijew, Russland, Alexander Leipold, Deutschland, Alberto Rodriguez und Christoph Feyer, Schweiz

### Nationale Erfolge
- USA-Meister im griechisch-römischen Stil 1977 und 1982 im Leicht- bzw. Weltergewicht,
- USA-Meister im Freistil: 1981, 1984, 1986, 1987, 1988, 1993, 1994 und 1995 im Welter- bzw. Mittelgewicht,
- NCAA-(amerik. Hochschulsport-Verband)Meister Division I all American 1978, 1981 und 1982